# Новогригорьевская
Новогригорьевская — станица в Иловлинском районе Волгоградской области, административный центр Новогригорьевского сельского поселения. Расположена на правом берегу Дона.
Население - 736 (2010)

## История
Дата основания не установлена. Станица относилась ко Второму Донскому округу Области Войска Донского (до 1870 года - Земля Войска Донского). Согласно Списку населённых мест Земли Войска Донского 1862 года издания в 1859 году в станице Новогригорьевской имелась 1 православная церковь, 276 дворов, проживало 750 душ мужского и 731 женского пола. Согласно переписи населения Российской империи 1897 года в станице проживал 681 мужчина и 736 женщин, из них грамотных мужчин 311, грамотных женщин 65. В станичный юрт входило 15 хуторов, общая численность населения превышала 6600 человек
Согласно Алфавитному списку населённых мест Области Войска Донского 1915 года в станице проживало 518 душ мужского и 519 женского пола, земельный надел станицы составлял 9655 десятин, в станице имелись станичное правление, церковь, школа, почтово-телеграфное отделение.
В 1921 году в составе Второго Донского округа станица включена в состав Царицынской губернии. В 1928 году Новогригорьевская вошла в состав Иловлинского района Сталинградского округа (округ ликвидирован в 1930 году) Нижневолжского края (с 1934 года - Сталинградский край. В 1935 году станица включена в состав Логовского района Сталинградского края (с 1936 года - Сталинградской области). В 1963 году в связи с ликвидацией Логовского района передана в состав Клетского района. В 1965 году передана в состав Иловлинского района.

## Общая физико-географическая характеристика
Станица расположена в степи, на правом, высоком, берегу Дона, у западной окраины Донской гряды, являющейся частью Восточно-Европейской равнине. В пойме Дона сохранились островки пойменного леса. Участок, который занимает станица имеет довольно сильный перепад высот и резко обрывается к Дону. Центр станицы расположен на высоте около 60 метров над уровнем моря. К западу от станицы высоты достигают 100 и более метров над уровнем моря. Почвы - тёмно-каштановые, в пойме Дона - пойменные нейтральные и слабокислые.
По автомобильным дорогам расстояние до областного центра города Волгограда составляет 120 км, до районного центра города Иловля — 41 км. В районе станицы мосты через Дон отсутствуют. Сообщение с районным и областным центром обеспечивается при помощи паромной переправы
Климат
Климат умеренный континентальный (согласно классификации климатов Кёппена - Dfa). Температура воздуха имеет резко выраженный годовой ход. Среднегодовая температура положительная и составляет + 7,9 °С, средняя температура января -8,0 °С, июля +23,4 °С. Расчётная многолетняя норма осадков — 384 мм, наибольшее количество осадков выпадает в июне (44 мм), наименьшее в феврале-марте (по 22 мм).
Часовой пояс
Новогригорьевская, как и вся Волгоградская область, находится в часовой зоне МСК (московское время). Смещение применяемого времени относительно UTC составляет +3:00.

## Население
Динамика численности населения по годам:
| 1859 | 1873 | 1897 | 1915 | 1987 | 2002 |
| ---- | ---- | ---- | ---- | ---- | ---- |
| 1486 | 1093 | 1417 | 1037 | ≈700 | 785  |

| 2010 |
| ---- |
| 736  |